# Мечеть Ханлара
Мечеть Ханлара — расположена в столице Азербайджана, городе Баку, в её исторической части Ичери-шехер, улица Фирдоуси, д 21. Мечеть является одним из последних религиозных памятников построенных на территории Ичеришехер.
Решением Кабинета Министров Азербайджанской Республики от 2 августа 2001 года № 132 мечеть была включена в список недвижимых памятников истории и культуры государственного значения.
Богослужения в мечети были прекращены после советской оккупации. На данный момент используется как жилой дом.

## История
Мечеть сооружена в конце XIX века по заказу меценатами братьев Ханларовых и расположена рядом с их домом. Мечеть построена по проекту архитектора Мешади Мирза Кафар Измайлова.
В плане представляет собой в виде удлиненного четырехугольника расположена в одном ряду с жилыми кварталами. Вход мечети разделен на три части. Мечеть украшена узорами растительного орнамента.
В настоящее время мечеть используется в качестве жилого дома.

## Архитектура
Мечеть расположена в форме вытянутого четырехугольника, в ряду жилых массивов. Введение разделено на три части. Секция в центре завершена куполом, а боковые перекрыты куполами. По направлению продольной оси зала расположен михраб с защитным окном и богатым узором. Интерьер богат цветочными мотивами.